# Dau-Lelo (Ort)
Dau-Lelo (Daulelo) ist eine osttimoresische Siedlung im Suco Manetú (Verwaltungsamt Maubisse, Gemeinde Ainaro). Sie befindet sich in der Aldeia Dau-Lelo, auf einer Meereshöhe von 1209 m. Das Dorf bildet keine geschlossene Siedlung, sondern ist mehr eine Ansammlung mehrerer Weiler und einzeln stehender Häuser, die sich auf die ganze der Aldeia verteilen. Der Aicocai, ein Nebenfluss des Carauluns, verläuft südlich von Dau-Lelo.
In Dau-Lelo befindet sich eine Kapelle.